# Listă de filme după frecvența utilizării cuvântului „fuck”
Utilizarea obscenităților în filme a fost mereu controversată, dar în ultimii ani acest fenomen devine tot mai frecvent. Cuvântul fuck în cinematografie a atras întotdeauna critici speciale; în 2005, documentarul Fuck a tratat în totalitate acest fenomen. Cuvântul fuck considerat a fi termen tabu, este folosit cel mai mult în filmele americane.
Aceasta este o listă de filme non-pornografice, în limba engleză, conținând cel puțin 150 de ori pronunțarea orală a cuvântului fuck (sau a unui derivat de-al său), ordonate după numărul de astfel utilizări. Acestea sunt exemple de utilizare mare, comparativ cu variantele fuck folosite de 42 de ori la un milion de cuvinte în limbajul obișnuit.

## Lista de filme după numărul de utilizări
| Film                            | An   | Nr. de Fuck | Minute | Nr. de Fuck/minut | Sursa | Ref.                |
| ------------------------------- | ---- | ----------- | ------ | ----------------- | ----- | ------------------- |
| Fuck—documentar despre cuvânt   | 2005 | 857         | 93     | 9.21              |       | [ 7 ] [ 8 ]         |
| The Wolf of Wall Street         | 2013 | 569         | 179    | 3.18              | SI    | [ 9 ] [ 10 ] [ 11 ] |
| Summer of Sam                   | 1999 | 435         | 142    | 3.06              | PO    | [ 12 ]              |
| Nil by Mouth                    | 1997 | 428         | 128    | 3.34              | SI    | [ 13 ]              |
| Casino                          | 1995 | 422         | 178    | 2.40              | FMG   | [ 14 ]              |
| Alpha Dog                       | 2007 | 367         | 118    | 3.11              | SI    | [ 15 ]              |
| End of Watch                    | 2012 | 326         | 109    | 2.99              | KIM   | [ 16 ]              |
| Twin Town                       | 1997 | 318         | 99     | 3.21              | SI    | [ 17 ]              |
| Running Scared                  | 2006 | 315         | 122    | 2.58              | SI    | [ 18 ]              |
| Martin Lawrence Live: Runteldat | 2002 | 311         | 113    | 2.75              | SI    | [ 19 ]              |
| Goodfellas                      | 1990 | 300         | 146    | 2.05              | FMG   | [ 20 ]              |
| Narc                            | 2002 | 297         | 105    | 2.82              | FMG   | [ 21 ]              |
| Harsh Times                     | 2006 | 296         | 120    | 2.46              | SI    | [ 22 ]              |
| Made                            | 2001 | 291         | 94     | 3.09              | FMG   | [ 23 ]              |
| Another Day in Paradise         | 1998 | 291         | 101    | 2.88              | SI    | [ 24 ]              |
| Pride and Glory                 | 2008 | 291         | 125    | 2.32              | SI    | [ 25 ]              |
| Dirty                           | 2005 | 280         | 97     | 2.88              | FMG   | [ 26 ]              |
| I'm Still Here                  | 2010 | 280         | 107    | 2.40              | FMG   | [ 27 ]              |
| Jarhead                         | 2005 | 278         | 123    | 2.26              | SI    | [ 28 ]              |
| Bully                           | 2001 | 274         | 113    | 2.42              | FMG   | [ 29 ]              |
| State Property 2                | 2005 | 271         | 94     | 2.88              | SI    | [ 30 ]              |
| Brooklyn's Finest               | 2010 | 270         | 140    | 1.93              | SI    | [ 31 ]              |
| Reservoir Dogs                  | 1992 | 269         | 99     | 2.71              | FMG   | [ 32 ]              |
| Pulp Fiction                    | 1994 | 265         | 154    | 1.72              | FMG   | [ 33 ]              |
| The Big Lebowski                | 1998 | 260         | 117    | 2.22              | FMG   | [ 34 ]              |
| Jay and Silent Bob Strike Back  | 2001 | 248         | 104    | 2.38              | FMG   | [ 35 ]              |
| The Boondock Saints             | 1999 | 239         | 110    | 2.17              | FMG   | [ 36 ]              |
| The Departed                    | 2006 | 237         | 151    | 1.56              | SI    | [ 37 ]              |
| Empire                          | 2002 | 236         | 90     | 2.62              | FMG   | [ 38 ]              |
| True Romance                    | 1993 | 234         | 121    | 1.93              | FMG   | [ 39 ]              |
| Goon                            | 2012 | 231         | 93     | 2.48              | KIM   | [ 40 ]              |
| My Name Is Joe                  | 1998 | 230         | 105    | 2.19              | SI    | [ 41 ]              |
| State of Grace                  | 1990 | 230         | 134    | 1.71              | FMG   | [ 42 ]              |
| Menace II Society               | 1993 | 228         | 97     | 2.35              | PO    | [ 43 ]              |
| Gridlock'd                      | 1997 | 227         | 91     | 2.49              | SI    | [ 44 ]              |
| Eddie Murphy Raw                | 1987 | 223         | 90     | 2.47              | FMG   | [ 45 ]              |
| Suicide Kings                   | 1997 | 222         | 106    | 2.09              | FMG   | [ 46 ]              |
| Zack and Miri Make a Porno      | 2008 | 219         | 101    | 2.16              | SI    | [ 47 ]              |
| 30 Minutes or Less              | 2011 | 218         | 83     | 2.17              | KIM   | [ 48 ]              |
| Black and White                 | 1999 | 215         | 98     | 2.19              | SI    | [ 49 ]              |
| American History X              | 1998 | 214         | 119    | 1.79              | FMG   | [ 50 ]              |
| The Original Kings of Comedy    | 2000 | 213         | 115    | 1.85              | FMG   | [ 51 ]              |
| Hot Tub Time Machine            | 2010 | 212         | 100    | 2.12              | SI    | [ 52 ]              |
| Layer Cake                      | 2004 | 210         | 105    | 2.00              | FMG   | [ 53 ]              |
| Monument Ave.                   | 1998 | 210         | 93     | 2.25              | PO    | [ 54 ]              |
| Scarface                        | 1983 | 207         | 170    | 1.21              | FMG   | [ 55 ]              |
| Spun                            | 2002 | 203         | 101    | 2.00              | FMG   | [ 56 ]              |
| DysFunktional Family            | 2003 | 200         | 89     | 2.24              | SI    | [ 57 ]              |
| Foolish                         | 1999 | 200         | 97     | 2.06              | SI    | [ 58 ]              |
| This Is The End                 | 2013 | 200         | 106    | 1.88              | KIM   |                     |
| 8 Mile                          | 2002 | 200         | 110    | 1.81              | SI    | [ 59 ]              |
| A Bronx Tale                    | 1993 | 200         | 122    | 1.63              | FMG   | [ 60 ]              |
| I Got the Hook Up               | 1998 | 197         | 93     | 2.11              | SI    | [ 61 ]              |
| Născut pe 4 iulie               | 1989 | 196         | 145    | 1.35              | FMG   | [ 62 ]              |
| Next Day Air                    | 2009 | 193         | 84     | 2.23              | SI    | [ 63 ]              |
| Killing Them Softly             | 2012 | 193         | 97     | 1.99              | SI    | [ 64 ]              |
| Overnight                       | 2003 | 191         | 82     | 2.32              | FMG   | [ 65 ]              |
| Magnolia                        | 1999 | 190         | 188    | 1.01              | FMG   | [ 66 ]              |
| Ten Benny                       | 1996 | 190         | 108    | 1.75              | KIM   | [ 67 ]              |
| Monster                         | 2003 | 187         | 110    | 1.70              | FMG   | [ 68 ]              |
| Belly                           | 1998 | 186         | 96     | 1.93              | SI    | [ 69 ]              |
| Hustle and Flow                 | 2005 | 186         | 115    | 1.61              | FMG   | [ 70 ]              |
| Get Rich or Die Tryin'          | 2005 | 185         | 134    | 1.38              | FMG   | [ 71 ]              |
| Clockers                        | 1995 | 185         | 128    | 1.44              | PO    | [ 72 ]              |
| Formula 51                      | 2001 | 180         | 93     | 1.93              | FMG   | [ 73 ]              |
| Flawless                        | 1999 | 178         | 112    | 1.58              | FMG   | [ 74 ]              |
| Slam                            | 1998 | 176         | 100    | 1.76              | SI    | [ 75 ]              |
| Superbad                        | 2007 | 176         | 114    | 1.54              | SI    | [ 76 ]              |
| The Devil's Rejects             | 2005 | 175         | 109    | 1.61              | KIM   | [ 77 ]              |
| Poetic Justice                  | 1993 | 175         | 109    | 1.60              | PO    | [ 78 ]              |
| Pineapple Express               | 2008 | 175         | 111    | 1.57              | SI    | [ 79 ]              |
| Project X                       | 2012 | 175         | 88     | 1.98              | KIM   | [ 80 ]              |
| Human Traffic                   | 1999 | 174         | 100    | 1.74              | PO    | [ 81 ]              |
| Bad Santa                       | 2003 | 173         | 98     | 1.76              | FMG   | [ 82 ]              |
| Tigerland                       | 2000 | 173         | 100    | 1.73              | MR    | [ 83 ]              |
| Donnie Brasco                   | 1997 | 172         | 127    | 1.35              | FMG   | [ 84 ]              |
| Backstage                       | 2000 | 170         | 86     | 1.97              | SI    | [ 85 ]              |
| The Commitments                 | 1991 | 169         | 118    | 1.43              | FMG   | [ 86 ]              |
| Grindhouse                      | 2007 | 169         | 191    | 0.88              | SI    | [ 87 ]              |
| Four Rooms                      | 1995 | 168         | 98     | 1.71              | FMG   | [ 88 ]              |
| Death of a Dynasty              | 2003 | 167         | 93     | 1.79              | KIM   | [ 89 ]              |
| Gang Related                    | 1997 | 165         | 102    | 1.61              | SI    | [ 90 ]              |
| Crank 2: High Voltage           | 2009 | 164         | 96     | 1.71              | SI    | [ 91 ]              |
| Boogie Nights                   | 1997 | 164         | 155    | 1.05              | FMG   | [ 92 ]              |
| Blood in Blood Out              | 1993 | 163         | 190    | 0.85              | PO    | [ 93 ]              |
| 21 and Over                     | 2013 | 162         | 93     | 1.74              | KIM   | [ 94 ]              |
| The Grey                        | 2012 | 161         | 117    | 1.30              | SI    | [ 95 ]              |
| Lone Survivor                   | 2013 | 161         | 121    | 1.33              | SI    | [ 96 ]              |
| Snatch                          | 2000 | 159         | 102    | 1.55              | FMG   | [ 97 ] [ 98 ]       |
| Platoon                         | 1986 | 159         | 120    | 1.32              | FMG   | [ 99 ]              |
| The Heat                        | 2013 | 158         | 117    | 1.35              | KIM   | [ 100 ]             |
| Colors                          | 1988 | 157         | 120    | 1.30              | FMG   | [ 101 ]             |
| Dead Presidents                 | 1995 | 157         | 119    | 1.32              | PO    | [ 102 ]             |
| That's My Boy                   | 2012 | 156         | 116    | 1.35              | SI    | [ 103 ]             |
| Magic Mike                      | 2012 | 156         | 110    | 1.42              | KIM   | [ 104 ]             |
| The Town                        | 2010 | 155         | 125    | 1.26              | SI    | [ 105 ]             |
| Intermission                    | 2003 | 155         | 106    | 1.46              | FMG   | [ 106 ]             |
| The Blair Witch Project         | 1999 | 154         | 86     | 1.79              | FMG   | [ 107 ]             |
| Notorious                       | 2009 | 154         | 123    | 1.25              | SI    | [ 108 ]             |
| Good Will Hunting               | 1997 | 154         | 126    | 1.22              | FMG   | [ 109 ]             |
| Funny People                    | 2009 | 154         | 153    | 1.01              | SI    | [ 110 ]             |
| Boiler Room                     | 2000 | 153         | 118    | 1.29              | SI    | [ 111 ]             |
| Bad Boys II                     | 2003 | 153         | 147    | 1.04              | FMG   | [ 112 ]             |
| All About The Benjamins         | 2002 | 151         | 99     | 1.53              | SI    | [nefuncțională]     |
| Ash Wednesday                   | 2002 | 151         | 99     | 1.53              | FMG   | [ 113 ]             |
| Soul Men                        | 2008 | 151         | 103    | 1.46              | SI    |                     |
| Smokin' Stogies                 | 2001 | 151         | 102    | 1.48              | FMG   | [ 114 ]             |
| In the Name of the Father       | 1993 | 151         | 127    | 1.19              | FMG   | [ 115 ]             |
| Hoffa                           | 1992 | 150         | 140    | 1.07              | FMG   | [ 116 ]             |

## Resurse
- Family Media Guide (FMG)—Source for profanity counts, now defunct. The reviews are still available in the Internet Archive.
- Preview Online (PO)—Source for profanity counts.
- Screen It! Entertainment Reviews (SI)—Source for profanity counts.
- Kids in mind (KIM)—Source for profanity counts.
- indieWire (iW)—A leading source on independent films.
- The Documentary Blog Arhivat în 27 ianuarie 2014, la Wayback Machine. (TDB)—A website created by and for documentary fans and filmmakers
- Internet Movie Database (IMDb)—Useful for general film facts, but not reliable for word counts
- Filmy Rating Arhivat în 1 martie 2022, la Wayback Machine. (FR)—Source for profanity counts.